# Naumannsiedlung

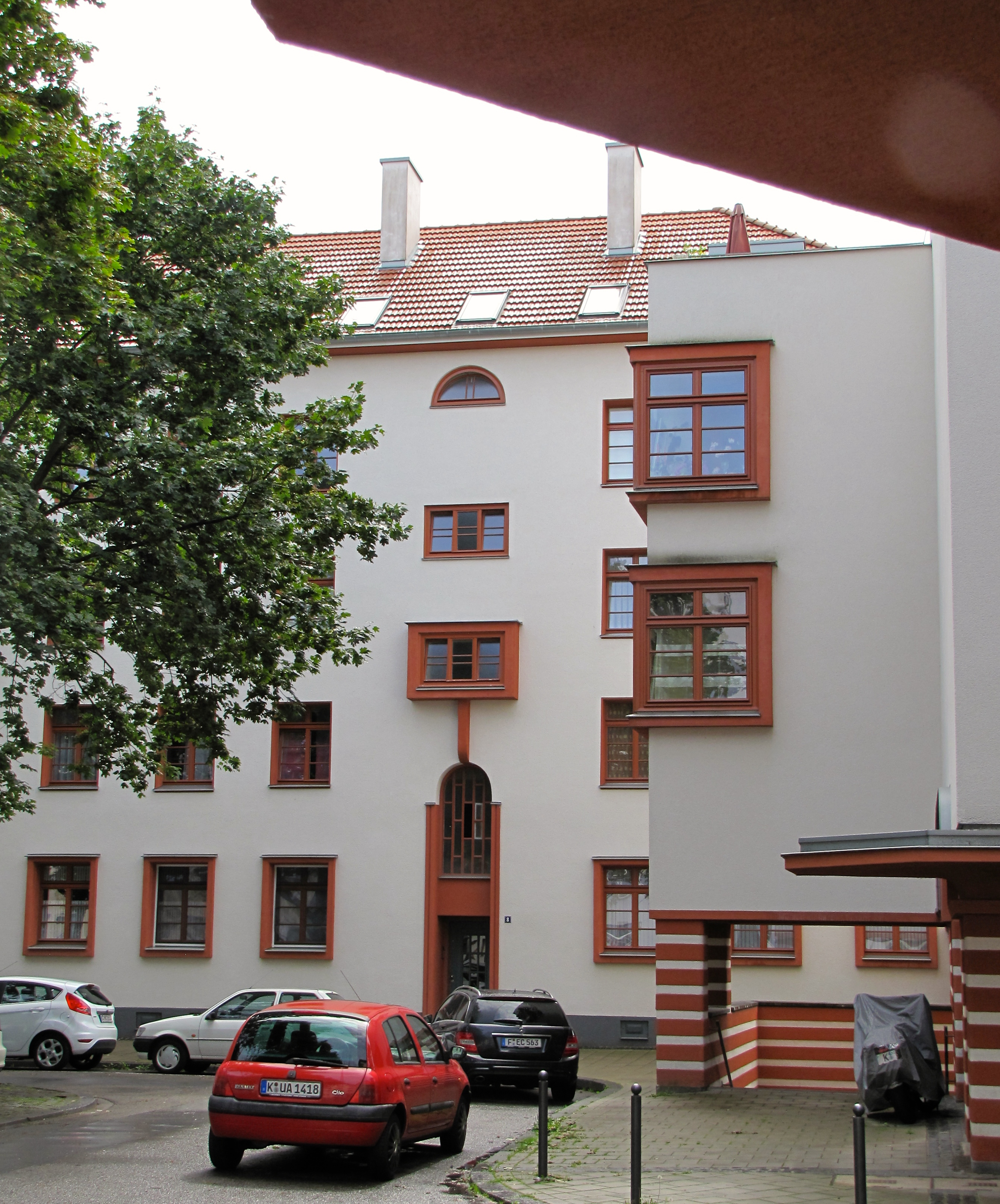
Naumannsiedlung: Expressionistische Dekoration an sachlicher Grundform (2014)

Die Naumannsiedlung ist eine Wohnsiedlung im Kölner Stadtteil Riehl. Sie wurde in den Jahren 1927 bis 1929 durch die Gemeinnützige Wohnungsgesellschaft AG nach Plänen eines Architektenkonsortiums unter Leitung von Manfred Faber errichtet. Sie erhielt ihren Namen von der Naumannstraße in der Siedlung. Zwischen 2008 und 2020 wurde die denkmalgeschützte Siedlung komplett saniert, behutsam erweitert und die Fassaden äußerlich dem Ursprungszustand angeglichen.

## Lage
Die Naumannsiedlung befindet sich auf einem fünfeckigen Siedlungsgrundriss, der im Stadtteil Riehl durch die Straßen Riehler Tal, Barbara-, Boltenstern- und Stammheimer Straße begrenzt wird. Das Gelände wurde bis in die 1920er Jahre als Ziegelei und Lehmgrube genutzt und weist daher zum Teil große Höhenunterschiede von bis zu zwei Baugeschossen auf.

## Geschichte
Ab 1927 errichtete die Gemeinnützige Wohnungsbau AG (GAG) auf dem Gelände der ehemaligen Ziegelei Delfosse einen Komplex mit 631 Wohneinheiten. Die Anlage war für einkommensschwache Wohnungsanwärter gedacht, für die das Kölner Wohnungsamt billige und einfache Wohnungen beschaffen musste. In die sogenannten Wohnungsamtswohnungen zogen vor allem kinderreiche Arbeiterfamilien ein, deren Mitglieder bei den Fordwerken und den Rheinkabelwerken beschäftigt waren.
Der Name der Anlage übertrug sich von der in der Siedlung eingeschlossenen Naumannstraße, die nach dem Ornithologen Johann Friedrich Naumann benannt worden war. Für die architektonische Leitung gewann die GAG den damals renommierten Architekten Manfred Faber, der zusammen mit Hans Heinz Lüttgen, Otto Scheib und Fritz Fuß die Gestaltung der Anlage verantwortete. Alle Architekten galten als Vertreter des Neuen Bauens.
Die Naumannsiedlung entstand in mehreren Bauabschnitten. Die ersten Gebäude erhielten eine Fassade mit expressionistischer Dekoration. Der letzte Bauabschnitt an der Boltensternstraße war dagegen als kubischer Block modelliert, der – vermutlich auch aus Kostengründen – auf eine aufwendigere Fassadengestaltung verzichtete und sich in seiner seriellen Fenstergliederung dem Internationalen Stil annäherte. Die Wohnungen des letzten Bauabschnitts waren durchgängig mit Bad versehen; in den ersten Bauabschnitten waren zwar alle Einheiten mit Toilette, allerdings nur die Eckwohnungen mit eigenem Bad ausgestattet. Dem Ideal des gemeinnützigen, sozialen Wohnungsbau entsprechend, hatten alle Wohnungen eine begrünbare Loggia, so dass den Bewohnern ein Zugang zur Natur ermöglicht werden konnte.
Im Zweiten Weltkrieg wurde die Siedlung nur wenig beschädigt; über die Jahrzehnte entstand eine hohe Wohnzufriedenheit mit sehr langer Wohndauer (bis zu 50 Jahren). Heute handelt es sich um eine gewachsene Siedlung mit vorwiegend mittelständischer Bevölkerung. Im Jahre 1995 wurde die Anlage als bedeutendes Beispiel für den Siedlungsbau in der Weimarer Republik unter Denkmalschutz gestellt.
Im Jahr 2008 begann die GAG mit der aufwändigen Sanierung des Ensembles, die bis 2020 abgeschlossen wurde. Sie war wegen zahlreicher, schon auf die 1920er Jahre zurückgehender Baumängel teurer, als eine Neuerrichtung gewesen wäre. Im Zuge der Renovierung wurden 161 zusätzliche Wohneinheiten geschaffen, indem die ursprünglich als Trockenräume genutzten Dachgeschosse zu Maisonette-Wohnungen umgebaut und in den ursprünglich für Stellplätze geplanten Flächen gartenseitige Apartments eingerichtet wurden. Garagen wurden zu Gartenwohnungen, als Ersatz für diese wurde eine Tiefgarage unter der Grünfläche errichtet. Die Gesamtwohnfläche stieg dadurch von 28.647 auf 37.225 Quadratmeter. Der denkmalgerechte Sanierungsaufwand wurde im Januar 2012 von der Deutschen Stiftung Denkmalschutz im Rahmen der Verleihung des Deutschen Bauherrenpreises mit einem Sonderpreis „Denkmalschutz im Wohnungsbau“ gewürdigt. Besonders der denkmalgerechte Umgang mit den kleinteiligen Fassadenstrukturen aus den Jahren 1927–1929 wurde gelobt.

## Architektur
Die Siedlung erhielt durch das Architektenkonsortium einen als vorbildhaft beurteilten städtebaulichen Gesamtplan. Die insgesamt 68 vier- bis fünfgeschossigen, in Ausnahmefällen auch sechsgeschossigen Häuser gruppieren sich um eine Art Dorfplatz. Die Häuserzeilen folgen zum Teil bogenförmig den Straßenzügen und wurden harmonisch an die Altbebauung angebunden, so dass es gelang, die Siedlung optisch in den Ort zu integrieren. Grünanlagen schufen gute Lichtverhältnisse und eine angemessene Durchlüftung; die durch die ehemalige Lehmgrube verursachten Höhenunterschiede im Gelände wurden mit Freitreppen, Torgängen und Brücken spannungsreich in die Gesamtanlage eingebunden. Die Eingangsbereiche wurden akzentuiert, indem Eckbauten mit Flachdächern als kubische Wohntürme errichtet wurden. Ein Teil der Zugänge erfolgt durch Torgebäude, was zu einem abgeschlossenen Gesamteindruck beiträgt, gleichzeitig aber durch die Überbauung zusätzlichen Wohnraum schafft. Die Gesamtanlage gilt heute aus städtebaulicher Sicht als eine gelungene Siedlung in verkehrsgünstiger Lage. Da die Randbebauung zu den Hauptverkehrsstraßen geschlossen wurde, konnte das Innere der Siedlung vom Verkehrslärm weitgehend geschützt werden, wodurch ein fast dörflicher Charakter erreicht wurde.

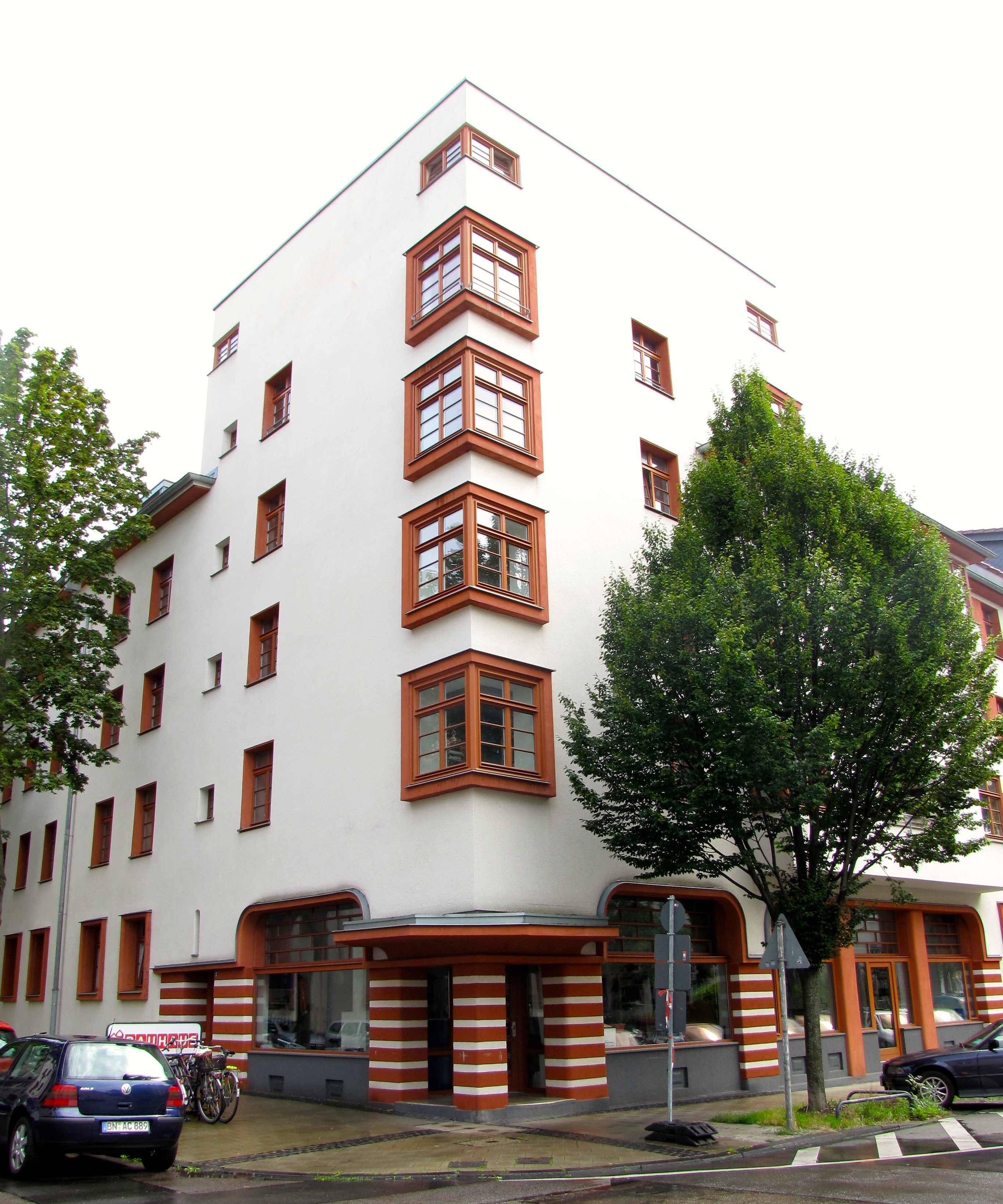
Kubischer Wohnturm
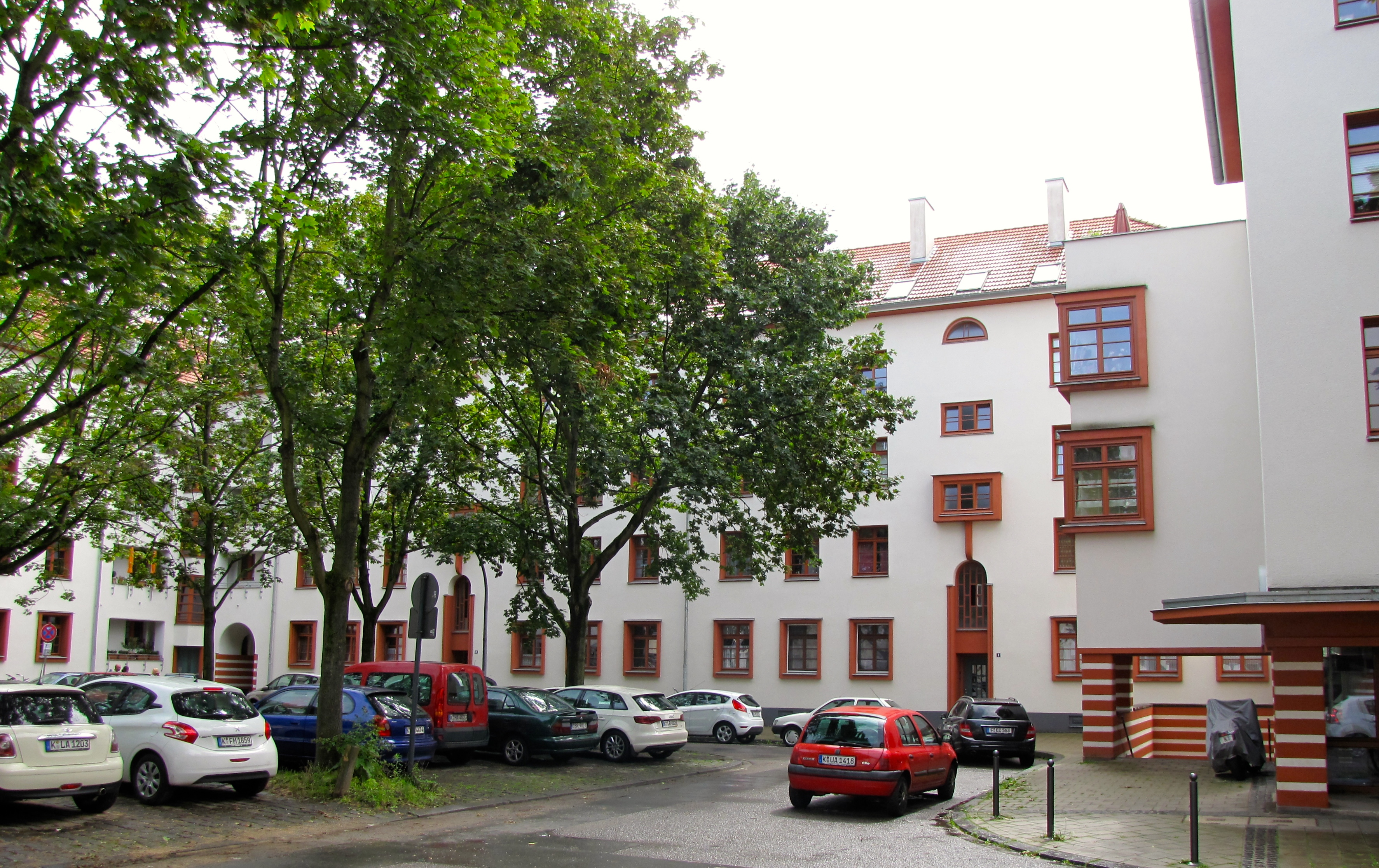
Dorfplatz
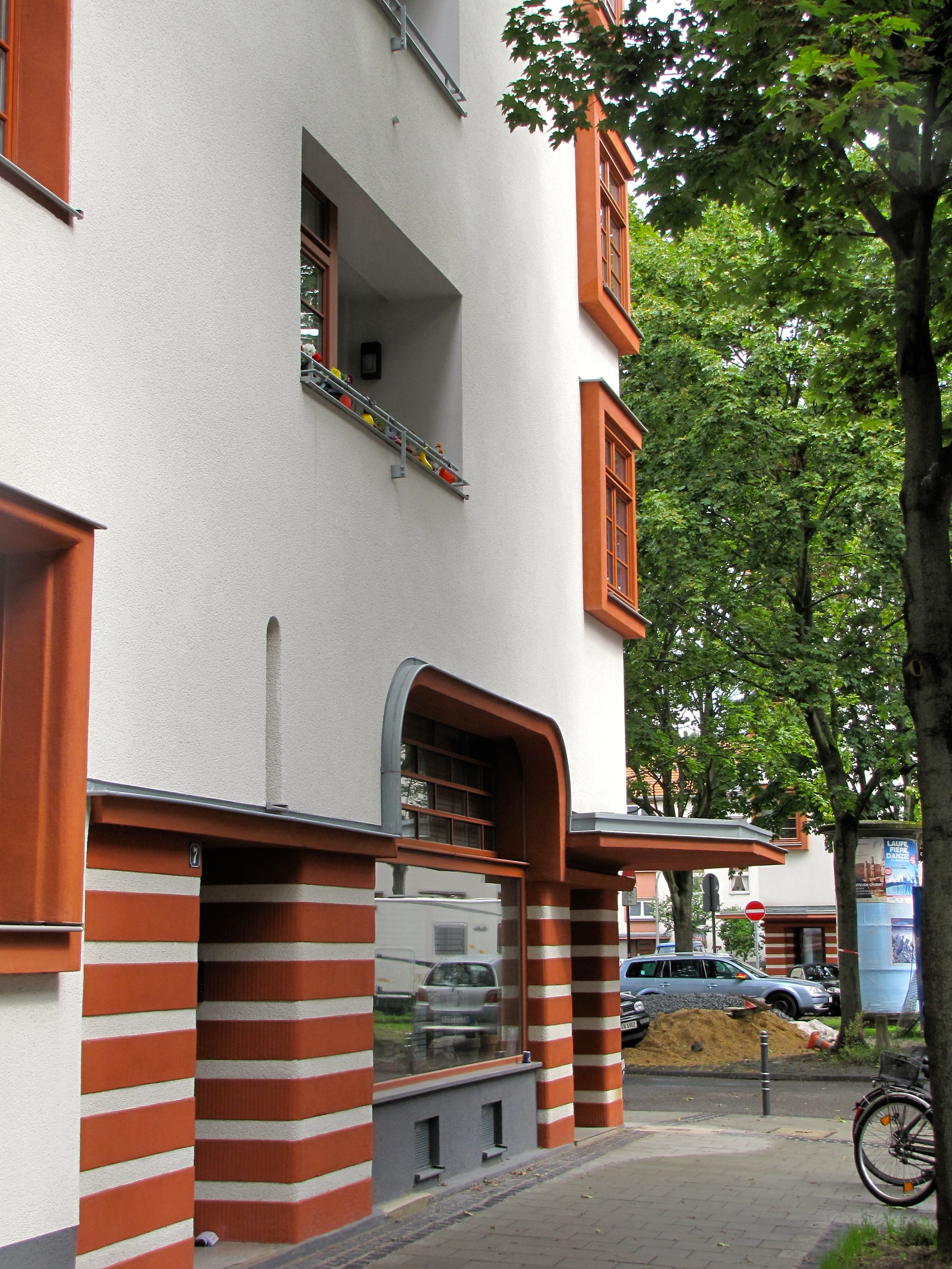
Streifen-Säulen und Korbbogen-Rahmen
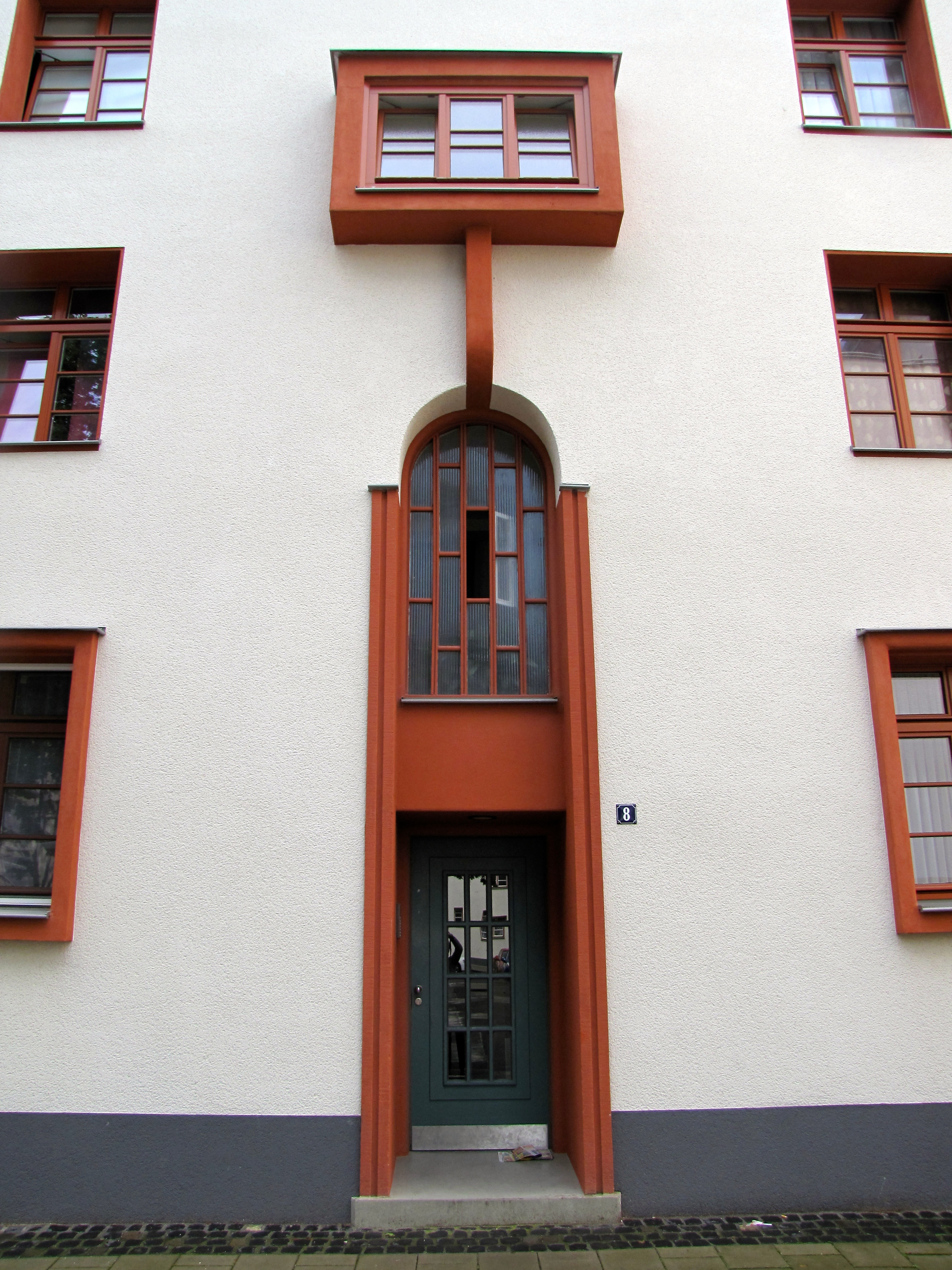
Nasenkonsolen
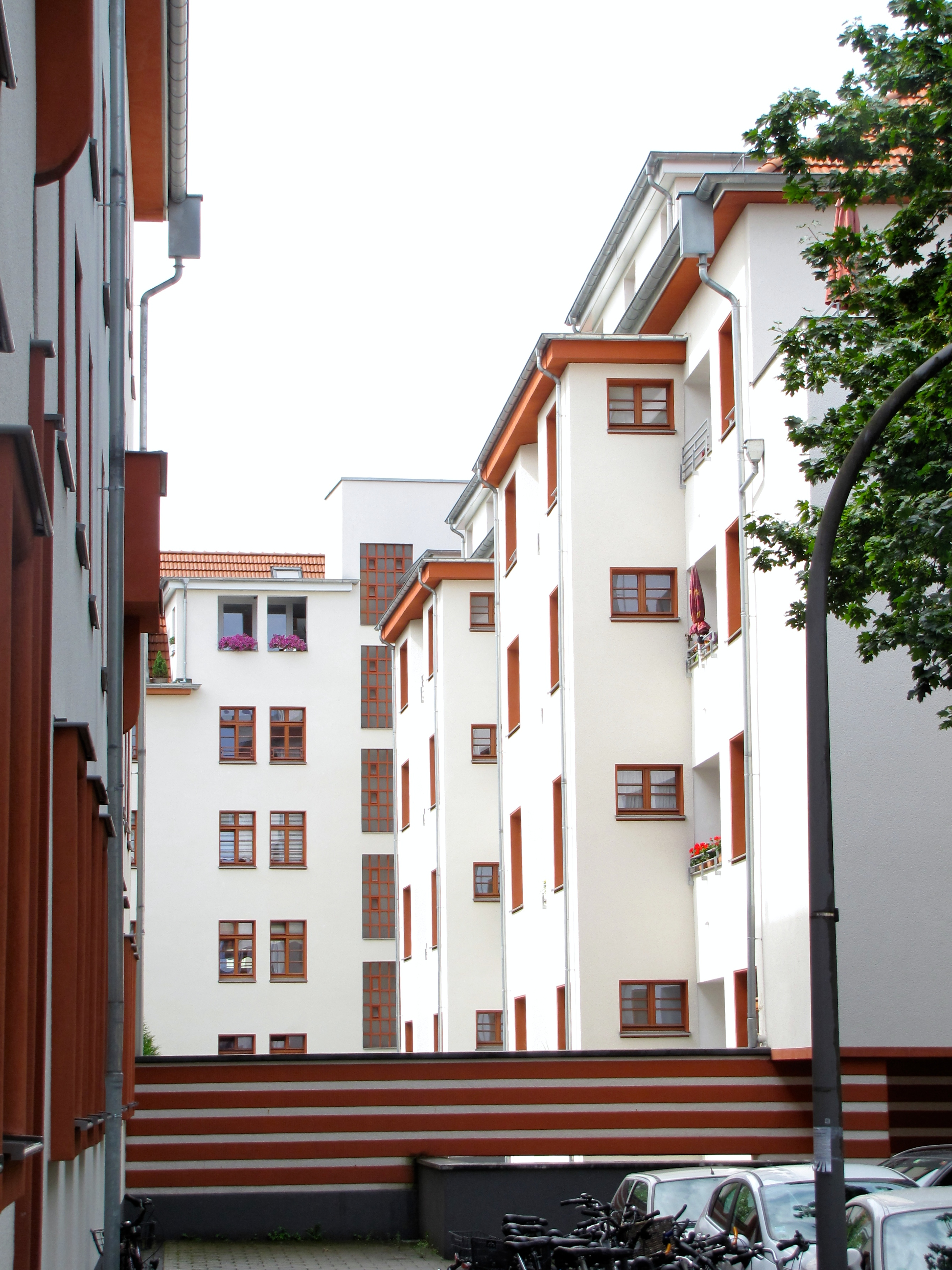
Rot-weiße Farbakzente

Vor allem die Architekten Manfred Faber und Hans Heinz Lüttgen sorgten für eine expressionistisch dekorierte Fassadengestaltung: Die Gebäude erhielten eine in rot und weiß gehaltene Fassade, wobei die weißen Wandflächen mit den rot lackierten Sprossenfenster kontrastieren. Ebenso wurden die eingezogenen Vordächer in rot gehalten. Die 13 Ladenlokale in der Anlage erhielten Schaufenster mit korbbogenartigen Rahmungen. Die Säulen an den Ein- und Durchgängen und den Treppenabgängen wurden durch ein rot-weißes Streifenmuster hervorgehoben. An den Eckwohnungen wurden die Fenster als angedeutete Erker ums Eck gesetzt. Mit besonderen Sorgfalt schließlich behandelten die Architekten die Eingänge: sie erhielten teilweise backsteinornamentierte, meist aber farbliche Rahmen und darüber finden sich zur Akzentuierung erkerartige Fenster auf Nasenkonsolen. So bemühten sich die Architekten insgesamt, expressionistische Dekoration mit der sachlichen Grundform des Neuen Bauen zu verbinden.
Das Gesamtprojekt der Sanierung und Weiterentwicklung durch das Architekturbüro meuterarchitekt bzw. florczak plan-ing seit 2008 wurde 2021 mit dem Kölner Architekturpreis ausgezeichnet, da es laut Juryurteil die „Qualitäten der Siedlung bewahrt und zum Teil wieder zum Vorschein gebracht“ habe, dabei gleichzeitig deutlich mehr Wohnraum geschaffen habe und somit gezeigt habe, wie man „ein Denkmal mit nötigem Bedacht und Weitblick“ weiterentwickeln könne.

## Weiterführende Literatur
- Ingrid Blom-Böer, Manfred Faber. Architekt – Spuren eines Menschen 1879-1944, Köln 2023 (architekt-faber.eu)
- Markus Eckstein: Kulturpfade Köln, Nippes – Riehl – Bilderstöckchen – Mauenheim, Köln 2010
- Margit Euler: Köln-Riehl, Das Naumannviertel – Eine Siedlung der 20er Jahre; aus: Denkmalpflege im Rheinland, Bd. 14, Nr. 1, 1997, S. 8–14
- Werner Heinen, Annemarie Pfeffer: Köln: Siedlungen. Band 1: 1888–1938 (= Stadtspuren – Denkmäler in Köln. Bd. 10). J. P. Bachem, Köln 1988, ISBN 3-7616-0929-9, S. 232–236.

## Belege
1. ↑  Werner Heinen: Köln: Siedlungen 1888–1938, (Kölner Stadtspuren – Denkmäler in Köln, Bd. 10), Köln 1988, S. 232f
2. ↑  Joachim Brokmeier: Köln-Riehl, ein Stadtteil mit langer Tradition, Erfurt 2008, S. 13
3. ↑  GAG: Die Naumannsiedlung
4. ↑  Werner Heinen: Köln: Siedlungen 1888–1938, (Kölner Stadtspuren – Denkmäler in Köln, Bd. 10), Köln 1988, S. 234f
5. ↑  Werner Heinen: Köln: Siedlungen 1888–1938, (Kölner Stadtspuren – Denkmäler in Köln, Bd. 10), Köln 1988, S. 234f
6. ↑  Werner Heinen: Köln: Siedlungen 1888–1938, (Kölner Stadtspuren – Denkmäler in Köln, Bd. 10), Köln 1988, S. 236
7. ↑  GAG: Naumannsiedlung
8. ↑  Kathrin Möller: „Lich, Luff un Bäumcher“ waren nur der Anfang.
9. ↑  Naumannsiedlung ist wieder ein Schmuckstück. GAG hat Quartier in Riehl umfassend modernisiert. In: gag-koeln.de. 9. März 2020, abgerufen am 26. März 2021.
10. ↑  GAG: Naumannsiedlung
11. ↑  Preise für Denkmalschutz im Wohnungsbau vergeben. In: Monumente. Nr. 1 – Februar 2012, S. 98.
12. ↑  Markus Eckstein: Kulturpfade Köln, Nippes – Riehl – Bilderstöckchen – Nauenheim, Köln 2010, S. 28
13. ↑  Werner Heinen: Köln: Siedlungen 1888–1938, (Kölner Stadtspuren – Denkmäler in Köln Bd. 10), Köln 1988, S. 233
14. ↑  Werner Heinen: Köln: Siedlungen 1888–1938, (Kölner Stadtspuren – Denkmäler in Köln Bd. 10), Köln 1988, S. 236
15. ↑  Markus Eckstein: Kulturpfade Köln, Nippes – Riehl – Bilderstöckchen – Nauenheim, Köln 2010, S. 28
16. ↑  Naumannsiedlung in Köln. In: Kölner Architekturpreis. Abgerufen am 27. März 2021 (deutsch).